# 萨勒曼·本·阿卜杜勒-阿齐兹·阿勒沙特
萨勒曼·本·阿卜杜勒-阿齐兹·阿勒沙特（阿拉伯语：سلمان بن  عبد العزيز آل سعود，Salmān bin ʻAbd al-ʻAzīz Āl Saʻūd，[sælˈmæːn ben ˈʢæbd ælʢæˈziːz ʔæːl sæˈʢuːd]；1935年12月31日—）是沙特阿拉伯王國第7任，亦即現任國王兼兩聖地監護人。是第六任沙特已故国王阿卜杜拉同父异母的弟弟。2012年被排定為王儲，並在阿卜杜拉駕崩後繼承王位。繼位後，薩勒曼大膽任命兒子穆罕默德·本·萨勒曼為王儲與首相等要職，屏除以往兄終弟及為接班人的慣例，並鼓勵沙國國營石油公司的IPO等政經改革。

## 少年生活

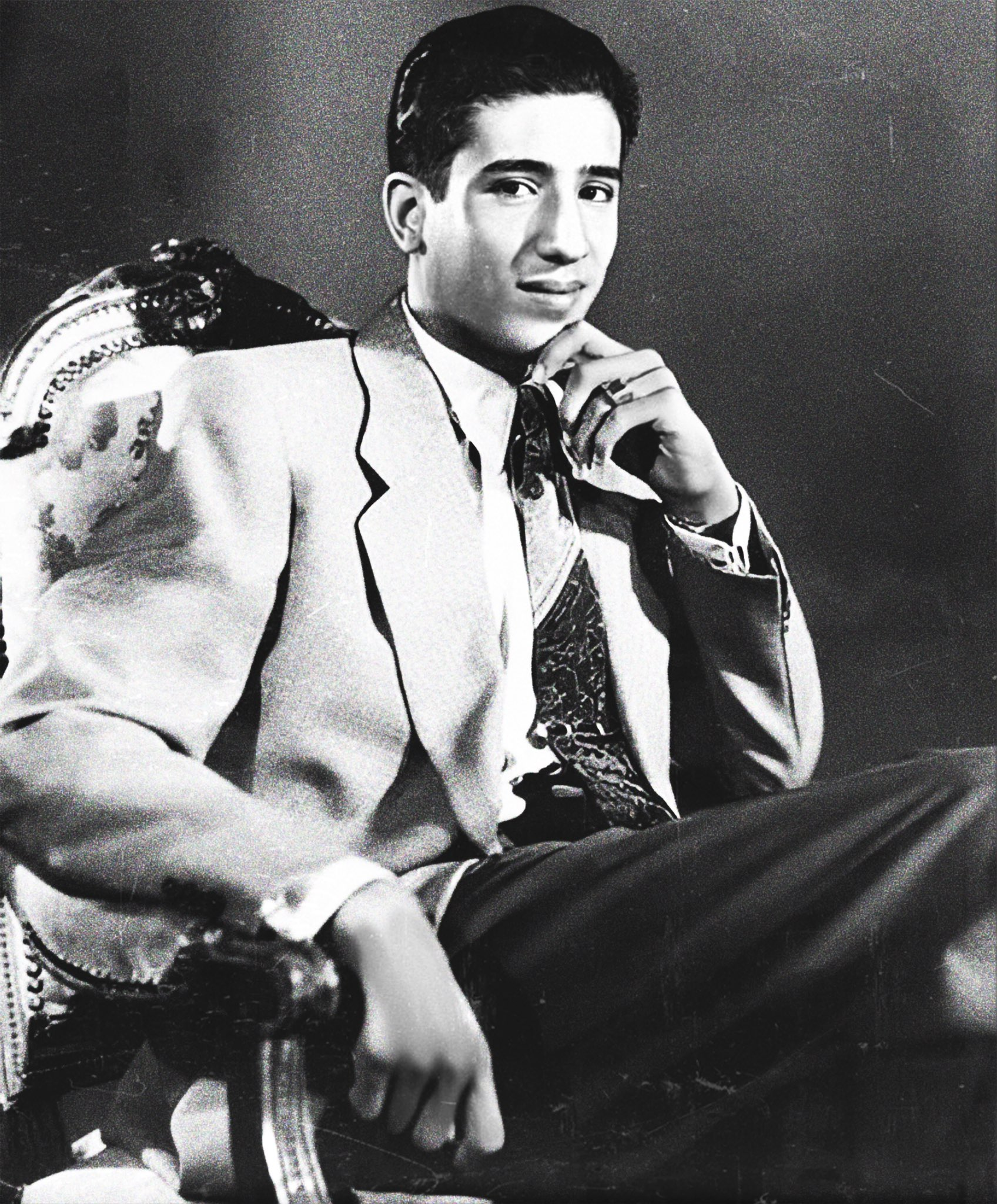
青年时期的萨勒曼

萨勒曼生于1935年12月31日，是沙特阿拉伯首任国王伊本·沙特第25子。其母为哈桑·艾哈迈德·阿勒-苏黛利。从小在姆巴雷王宫中长大。有报道称，在所有兄弟中，体格健硕的萨勒曼据称与父亲外形最像。
萨勒曼在位于沙特首都利雅得的由其父为子嗣创办的王子学堂中接受了早期教育。在此学习了宗教及现代科学知识。

## 早年生活
萨勒曼的政治生涯可追溯到1954年3月17日，18岁的他被其父任命为利雅得副市长，其父于同年驾崩。1955年4月19日，他被任命为该市市长，升任正部级官员。1960年12月25日，他辞去了这一职位。

## 省长时期
1963年2月14日，萨勒曼被任命为利雅得省省长。并一直担任此一职位直至2011年，任期48年。
作为省长，萨勒曼对于利雅得的贡献在于使其从一个中等城市发展成为都会城市。他通过发挥牵线搭桥作用吸引旅游业、推动资本项目落地以及拉动外国投资。他十分热衷于加强与西方国家的政治经济关系。
萨勒曼担任省长近五十年来，政治手腕不断老练，更加善于维持文官、部落以及王室内部利益的微妙平衡。 他肩负同时与保守派宗教人士、各大部族势力以及日益增加的自由派紧密合作的角色。
2011年1月，他下令逮捕利雅得街头“试图利用人们的慷慨”的行乞者。他还驱逐了所有的外籍行乞者，并通过沙特社会事务部来推出一项康复计划以安置本国的行乞者。
他同时担任阿卜杜勒-阿齐兹国王研究与档案基金会（缩写为KAFRA）的主席一职。

## 副王储时期

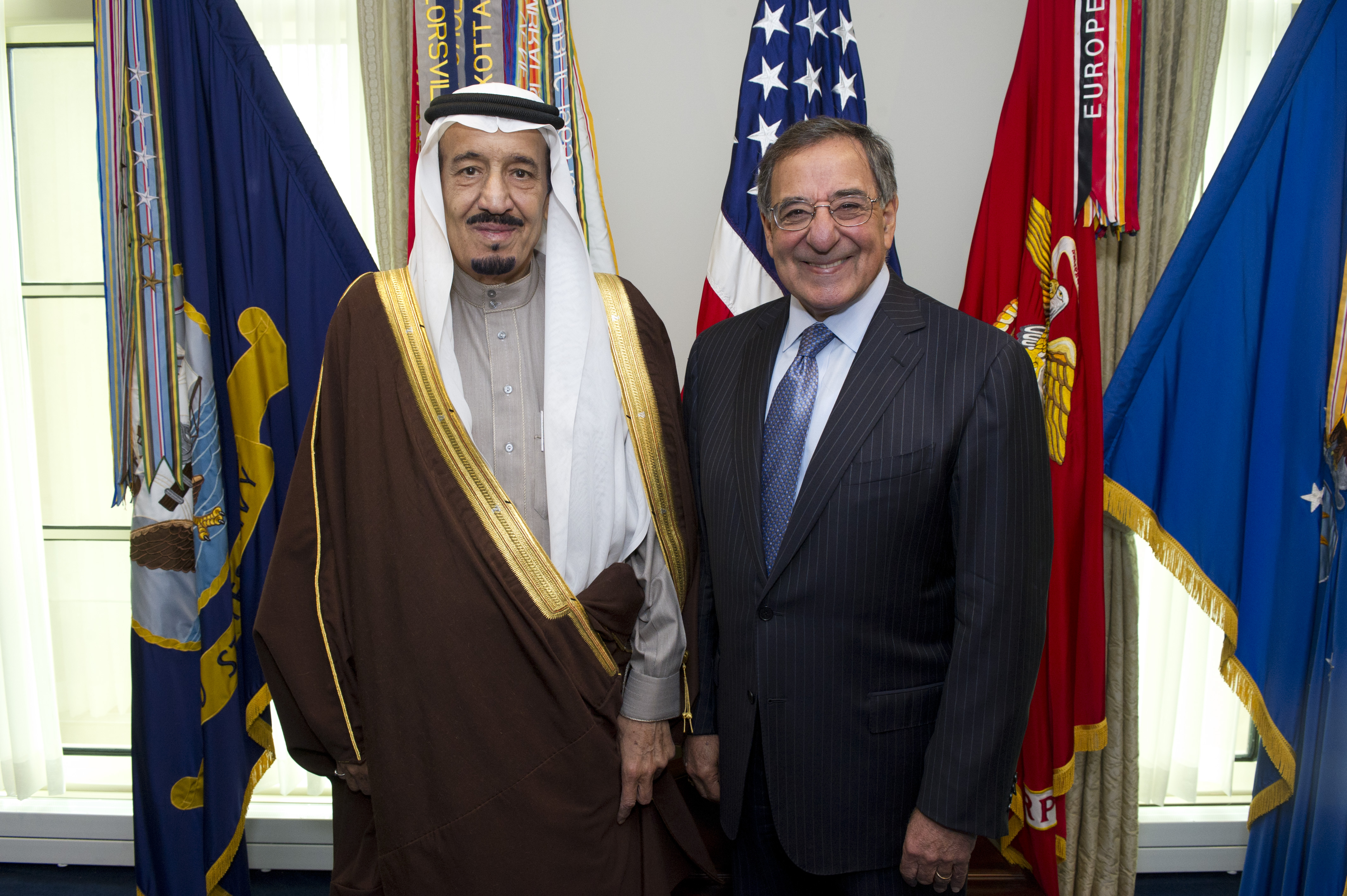
2012年4月，美國國防部長萊昂·帕內塔会见到訪的薩勒曼

2011年11月5日，萨勒曼被任命为第二副首相兼国防大臣以接替因病去世的王储苏尔坦。同日，萨勒曼也被任命为沙特国家安全委员会的成员。
外界揣测，萨勒曼之所以能够顺利补缺的关键就在于其个人品质。首先，他具有调和与交际的天赋。其次，萨勒曼属于沙特王室成员中的“中间一代”（Middle Generation），因此他能够在社会和文化方面与上下两代人建立起紧密的联系，团结王室。最后，由于其长期担任省长，他已经构建起了阿拉伯乃至国际范围内的人脉网。
萨勒曼在巴林延续了军事干预政策，试图镇压兴起于2012年初的巴林起义。2012年4月，萨勒曼访问了美国和英国，并同美国总统贝拉克·奥巴马以及英国首相戴维·卡梅伦举行了会面。2013年，沙特军费达到670亿美元，超过英国、法国及日本成为世界第四高军费支出国。 作为国防大臣的萨勒曼同时是沙特军方首领，与此同时沙特加入了美国以及其他阿拉伯国家在叙利亚和伊拉克地区对伊斯兰国武装的空袭行动。

## 王储时期
2012年6月18日，萨勒曼在其兄、王储纳伊夫去世后不久被任命为王储。萨勒曼同时被任命为副首相。路透社评论称，他被提名为王储兼副首相的消息向外界发出了阿卜杜拉国王的谨慎改革或将持续的信号。另一方面，沙特的改革派人士指出虽然萨尔曼亲王与其他的沙特王室成员采取更多地开放外交的态度，但他不能被视作是一个政治改革家。改革派人士同时认为，像时任国王阿卜杜拉一样，萨勒曼主要侧重于经济的改善，而非政治变革。
2012年8月27日，沙特王家法院宣布，在阿卜杜拉国王出国期间，由萨勒曼掌管国家事务。2012年9月，萨勒曼被任命为沙特军务理事会副主席。他热衷于在穆斯林穷国（如索马里、苏丹、孟加拉国和阿富汗等地）倡导慈善事业。2013年2月23日，萨勒曼开设了自己的推特帐户；目前已有119万关注者。

## 国王时期

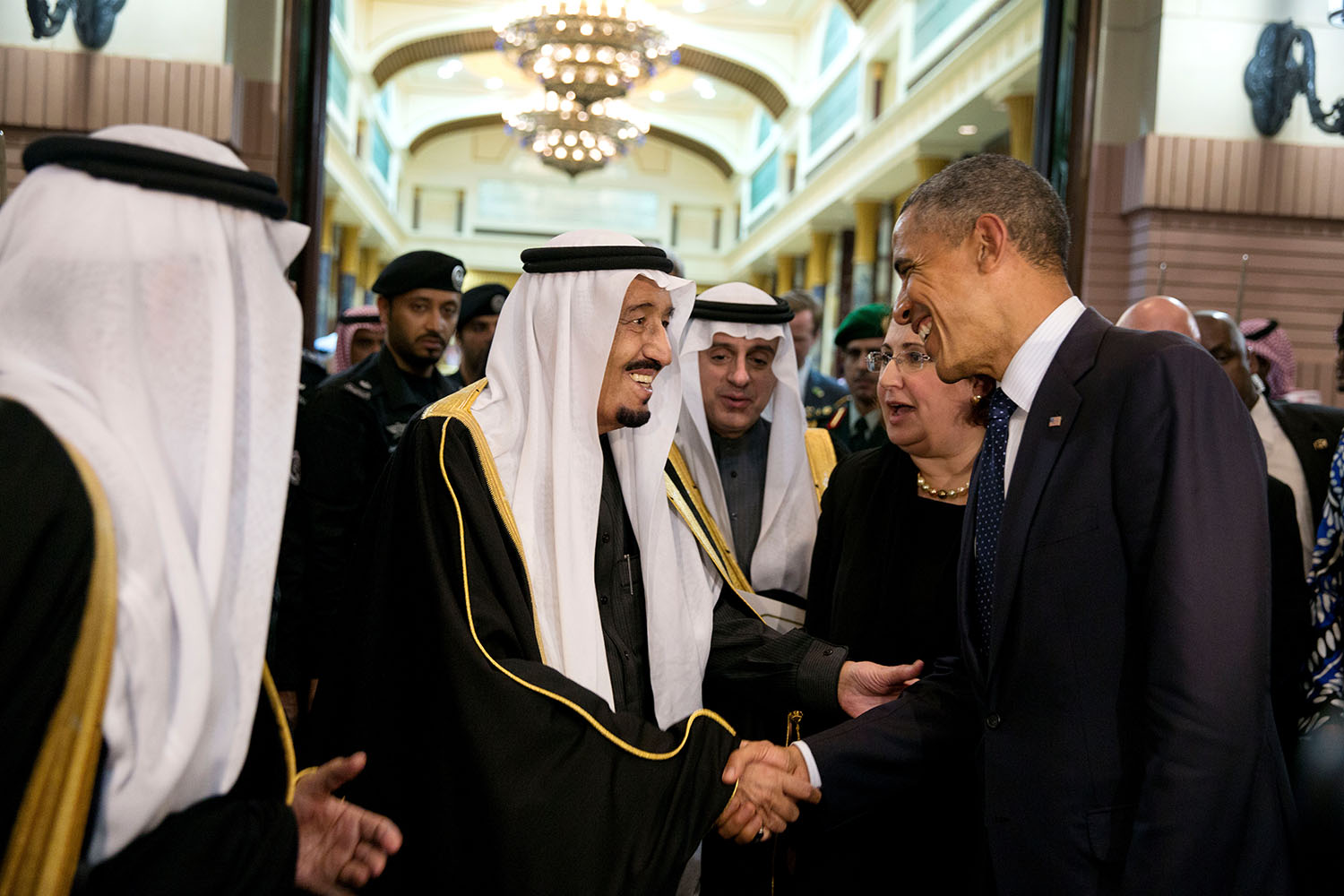
2015年1月，薩勒曼會見到訪的美國總統貝拉克·奧巴馬

2015年1月23日，阿卜杜拉國王駕崩，79岁的萨勒曼繼位。同日，他任命弟弟穆克林·本·阿卜杜勒-阿齐兹·阿勒沙特为王储兼第一副首相，侄子穆罕默德·本·纳伊夫·本·阿卜杜勒-阿齐兹·阿勒沙特为副王储兼第二副首相和内政大臣。三个月后，萨勒曼废穆克林，任命穆罕默德·本·纳伊夫为王储、副首相兼内政大臣，任命其子穆罕默德为副王储、第二副首相兼国防部长。
甫一上任的2015年1月29日，他即宣布大规模改组政府，解除已故国王阿卜杜拉的儿子、哈立德王子国家情报首长的职务，改任国王顾问。阿卜杜拉的侄子班达尔王子则被解除国家安全委员会主管的职务。而阿卜杜拉的另外两个儿子、掌管麦加地区的米沙勒王子，以及掌管首都利雅得的图尔其王子也被撤职。但是，沙特石油部长、外长、财长、防长和内政部长并没有被撤换，或意味着沙特前任国王的大政方针将得到延续。
萨勒曼下令，撤換伊斯兰事务部、公職銓敘部、文化和新闻部、卫生部、社会事务部、司法部等6个部的大臣，以及民航局等多个国家行业管理局局长和宗教部门的高官。他同时取消了教育政策委员会和行政部门委员会，新设立了经济事务理事会和安全政策理事会；将沙特教育部和高等教育部合并为新的教育部。此外，他对沙特宗教警察、反贪委员会等部门主管也进行了人事调整。与此同时，萨勒曼也在颁布的政令中，提出总额1120亿里亚尔的预算，为沙特政府的所有文职与军事雇员发放两个月的奖励工资。
萨勒曼立场保守，对政治改革和社会变革持传统观点。舆论普遍预计萨勒曼将延续其前任的政策。
2022年9月27日，萨勒曼下令改组内阁，任命王储穆罕默德为首相。

## 与中华人民共和国关系
萨勒曼曾经于1999年、2014年、2017年三次访问中华人民共和国。
2014年3月访华时，萨勒曼同中华人民共和国领导人习近平、李克强、李源潮等举行了会面。
2015年1月23日，在萨勒曼继任沙特阿拉伯国王後，中国领导人习近平也向他发出了贺电。2017年3月15日至3月18日，萨勒曼首次以国王的身份国事访问中国。

## 政治观点

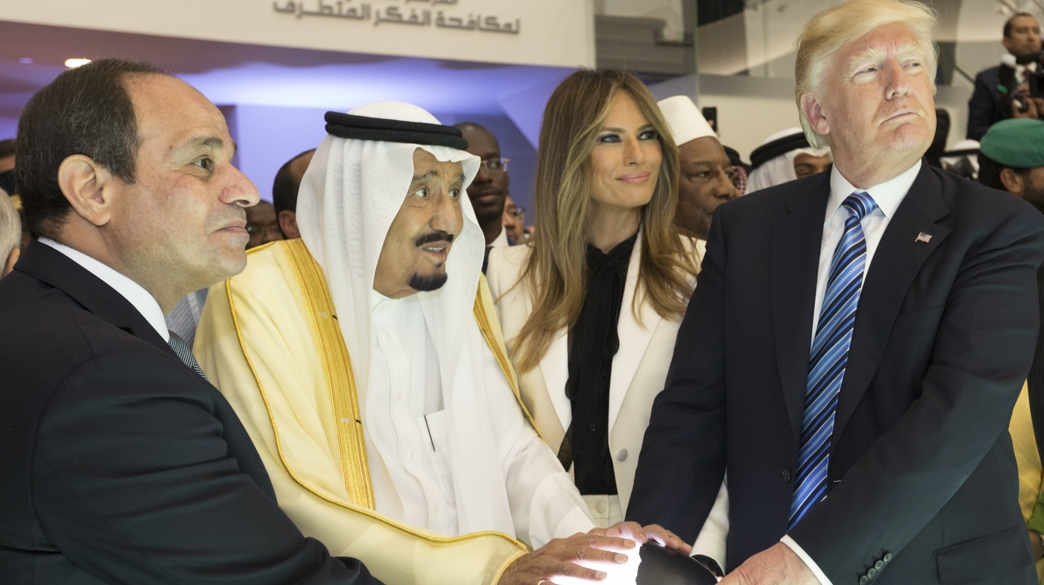
2017年5月，美國總統特朗普伉儷、薩勒曼和埃及總統阿卜杜勒-法塔赫·塞西出席利雅德峰會

2002年11月，针对有传闻指其所参与的慈善组织被指控牵涉恐怖主义活动，萨勒曼亲自出面澄清。他表示，他的确参与了这一组织，但是他本人对援助去向并不知情，只是希望会被用于正确的地方而非恐怖主义行为。但是若有人改变了援助的用途，均与沙特王室及国民无关。
卡塔尔半岛电视台曾于2007年时援引过一份泄露的美国外交电报，电报中提及萨勒曼的一些言论，萨勒曼称，"改革的速度与程度取决于社会和文化因素…社会因素不是指宗教因素。（沙特政府）不能强推改革，否则会产生负面反应。…这一变革应当以一种敏感且及时的方式被渐进引入。"据电报透露，他还表示，民主不应当被强加给沙特，因为沙特由部族和地区组成，要是推行民主制，每个地区都会成立自己的政党，或导致国家分崩离析。

## 个人影响
萨勒曼经常是解决王家之间冲突的调解人，在不断增大的阿勒沙特家族内有4000名王子。他是王室理事会中的突出人物，这赋予他定夺哪位王子能够被委以重任的权力。萨勒曼和他的家人旗下有一个传媒集团，包括《泛阿拉伯日报》、《中东日报》等媒体。有报道称，萨勒曼同一些新闻工作者有着密切的联系，其中包括一些自由派新闻人。

## 家族
萨勒曼有三个妻子，十三名儿女，其中两个儿子因心脏疾病去世。而萨勒曼自己身体状况也不算太好。2010年8月，萨勒曼在美国接受了脊椎手术，康复期间也在沙特国外度过。 他患有中风，尽管接受过治疗，但是左臂依旧不如右臂灵活。在他被任命为王储后，有多名分析师指出，萨勒曼或患有阿尔茨海默症（俗称老年痴呆症）。

### 后妃
- 王妃苏塔娜（Sultana bint Turki Al Sudairi），萨勒曼舅父图尔基（Turki bin Ahmad Al Sudairi）之女，2011年7月去世，年71岁。
- 王妃萨拉（Sarah bint Faisal Al Subai'ai），離婚。
- 王后法赫达（Fahda bint Falah bin Sultan Al Hithalayn），現任。

### 王子
- 长子 法赫德亲王（Prince Fahd），母苏塔娜，生于1955年，2001年7月因心脏病去世，年46岁。
- 次子 苏尔坦亲王（Prince Sultan），母苏塔娜，生于1956年6月27日，宇航员，第一个进入太空的回教徒，1985年6月乘坐发现号太空梭登上太空。现任沙特阿拉伯旅游和国家遗产委员会主席。
- 三子 艾哈迈德亲王（Prince Ahmed），母苏塔娜，生于1958年11月17日，2002年7月因心脏病去世，年43岁。
- 四子 阿卜杜拉阿齐兹亲王（Prince Abdulaziz），母苏塔娜，生于1960年，1995年起任副石油大臣。
- 五子 费萨尔亲王（Prince Faisal），母苏塔娜，生于1970年2月1日，麦地那省省长。
- 六子 穆罕默德亲王（Prince Mohammed），母法赫达，生于1985年，2015年1月被任命为国防大臣、王家法院首席，2017年6月被任命為王储。
- 七子 萨乌德亲王（Prince Saud），母萨拉，生于1986年12月21日
- 八子 图尔基亲王（Prince Turki），母法赫达，生于1987年，2013年2月接替其异母兄费萨尔任沙特研究和营销集团董事长。
- 九子 哈立德亲王（Prince Khalid），母法赫达，生于1988年。
- 十子 纳伊夫亲王（Prince Nayif），母法赫达，生年不詳。
- 十一子 班达尔亲王（Prince Bandar），母法赫达，生年不詳。
- 十二子 拉坎亲王（Prince Rakan），母法赫达，生年不詳。

### 王女
- 哈莎公主（Princess Hassa），母苏塔娜，生于1974年。

## 评价
曾任美国驻沙特大使的罗伯特·乔丹评价称：“在我看来，他（萨勒曼）能够很好保持微妙平衡，在尊重沙特传统和保守方式的同时推动社会前进。”
据媒体报道，有另一名曾驻利雅得的外国前外交官说，萨勒曼“有才智、懂政治，与保守派（统治）基础接触的同时又相当有现代头脑”。
2016年，非政府组织「无国界记者」把萨勒曼列入“新闻自由掠夺者”名单。